# ديرك كيمبثورن
ديرك آرثر كيمبثورن (بالإنجليزية: Dirk Kempthorne)‏ (ولد في 29 أكتوبر 1951) هو سياسي أمريكي شغل منصب وزير الداخلية الأمريكي في الفترة من 2006 إلى 2009 في عهد الرئيس جورج دبليو بوش. كمبثورن عضو في الحزب الجمهوري، وكان سابقا سيناتورا عن ولاية أيداهو من 1993 إلى 1999، وكان الحاكم الثلاثين للولاية من عام 1999 إلى عام 2006. وهو معروف بآرائه المحافظة، وخاصة بما يتعلق بالقضايا الاقتصادية.
تم انتخاب كيمبثورن لمنصب عمدة مدينة بويسي عاصمة آيداهو في عام 1985، حيث خدم لمدة سبع سنوات.
يشغل كيمبثورن منصب الرئيس المشارك لمشروع الديمقراطية في مركز السياسة الحزبية. في نوفمبر 2010، تم تعيينه رئيسا ومدير تنفيذي للمجلس الأمريكي لشركات التأمين على الحياة.